# Маунт-Вілсон (Невада)
Маунт-Вілсон (англ. Mount Wilson) — переписна місцевість (CDP) в США, в окрузі Лінкольн штату Невада. Населення — 26 осіб (2020).

## Географія
Маунт-Вілсон розташований за координатами 38°14′6″ пн. ш. 114°27′1″ зх. д. / 38.23500° пн. ш. 114.45028° зх. д. (38.234993, -114.450329).  За даними Бюро перепису населення США в 2010 році переписна місцевість мала площу 11,93 км², уся площа — суходіл.

## Демографія
Згідно з переписом 2010 року, у переписній місцевості мешкали 33 особи в 18 домогосподарствах у складі 14 родин. Густота населення становила 3 особи/км².  Було 75 помешкань (6/км²).
Расовий склад населення:
| - 97,0 % — білих - 3,0 % — осіб інших рас |

До двох чи більше рас належало 0,0 %. Частка іспаномовних становила 6,1 % від усіх жителів.
За віковим діапазоном населення розподілялося таким чином: 3,0 % — особи молодші 18 років, 39,4 % — особи у віці 18—64 років, 57,6 % — особи у віці 65 років та старші. Медіана віку мешканця становила 68,8 року. На 100 осіб жіночої статі у переписній місцевості припадало 175,0 чоловіків;  на 100 жінок у віці від 18 років та старших — 166,7 чоловіків також старших 18 років.
Цивільне працевлаштоване населення становило 0 осіб. 